# Olof Sjöstrand (matematiker)
John Olof Immanuel Sjöstrand, född 17 augusti 1894 i Tofteryds församling, Jönköpings län, död 22 januari 1985 i Vasa församling, Göteborg, var en svensk matematiker. Han var verksam som docent vid Chalmers tekniska högskola och rektor för Tekniska gymnasiet i Göteborg. Han var bror till Arvid och Wilhelm Sjöstrand.

## Biografi
Sjöstrand växte upp som nummer fyra i en syskonskara på 16 barn till Anna och John  Sjöstrand, kyrkoherde i Barnarps församling. Det var trångt och fattigt i prästhemmet, så han utackorderades i likhet med flera av sina bröder till släktingar eller vänner. Under hela sin skoltid vistades han i föräldrahemmet endast under loven. Efter tre och ett halvt år av guvernantundervisning i Ulricehamn började han som 10-åring i läroverkets tredje klass i Växjö. Ännu ej fyllda 17 år tog han studenten 1911 vid läroverket i Linköping.
Åren 1911 till 1921 tillbringade Sjöstrand vid Uppsala universitet där han studerade matematik, fysik och geografi, med avbrott för 500 dagars värnplikt i Jönköping och för deltagande i Finska inbördes mars-maj 1918. Sina upplevelser under detta krig har han skildrat i en skrift. 
Han kom hösten 1921 som extra lärare till Tekniska Gymnasiet i Örebro. Efter tre läsår i Örebro och sitt giftermål med Bengta Carlestam 1924 flyttade de till Göteborg, där Sjöstrand blivit andrelärare på Chalmers. Han blev denna skola trogen genom alla förändringar, från Chalmers lägre till Tekniska Gymnasiet till Polhemsgymnasiet.
Sjöstrand disputerade 1929 på en avhandling om partiella differentialekvationer.
När Chalmers blev teknisk högskola 1938 blev han lektor i matematik vid Chalmers lägre. När denna enhet 1945 omvandlades till Tekniska Gymnasiet, blev han dess förste rektor. Under många år var han även docent vid Chalmers tekniska högskola och undervisade i matematik. Under åren 1934–1938 var han tillförordnad professor i samma ämne.
Även efter Uppsalatiden bedrev Sjöstrand matematisk forskning och utgav flera vetenskapliga verk. I samband med Chalmers 100-årsjubileum fick han ett anslag för matematiska studier i Paris 1931/32.
Vid sidan av rektorstjänsten undervisade han hela tiden i matematik och mekanik. Detta fortsatte han med även efter sin pensionering år 1959 och lyckades så småningom nå sitt uppsatta  mål att genomföra 100 terminer som lärare våren 1971, vid 76 års ålder genom Tekniska Gymnasiet generösa attityd mot sina gamla lärare. Han var en uppskattad lärare och gick under smeknamnet Promille.
Sjöstrand hade uppskattat livet i fält och engagerade sig i Hemvärnet under andra världskriget. Han började som kompanichef för 10:e kompaniet och avancerade sedan till områdesbefälhavare för Göteborgs Södra Hemvärnsområde.
Makarna Sjöstrand är begravda på Almby kyrkogård i Örebro.